# Maribyrnong Immigration Detention Centre

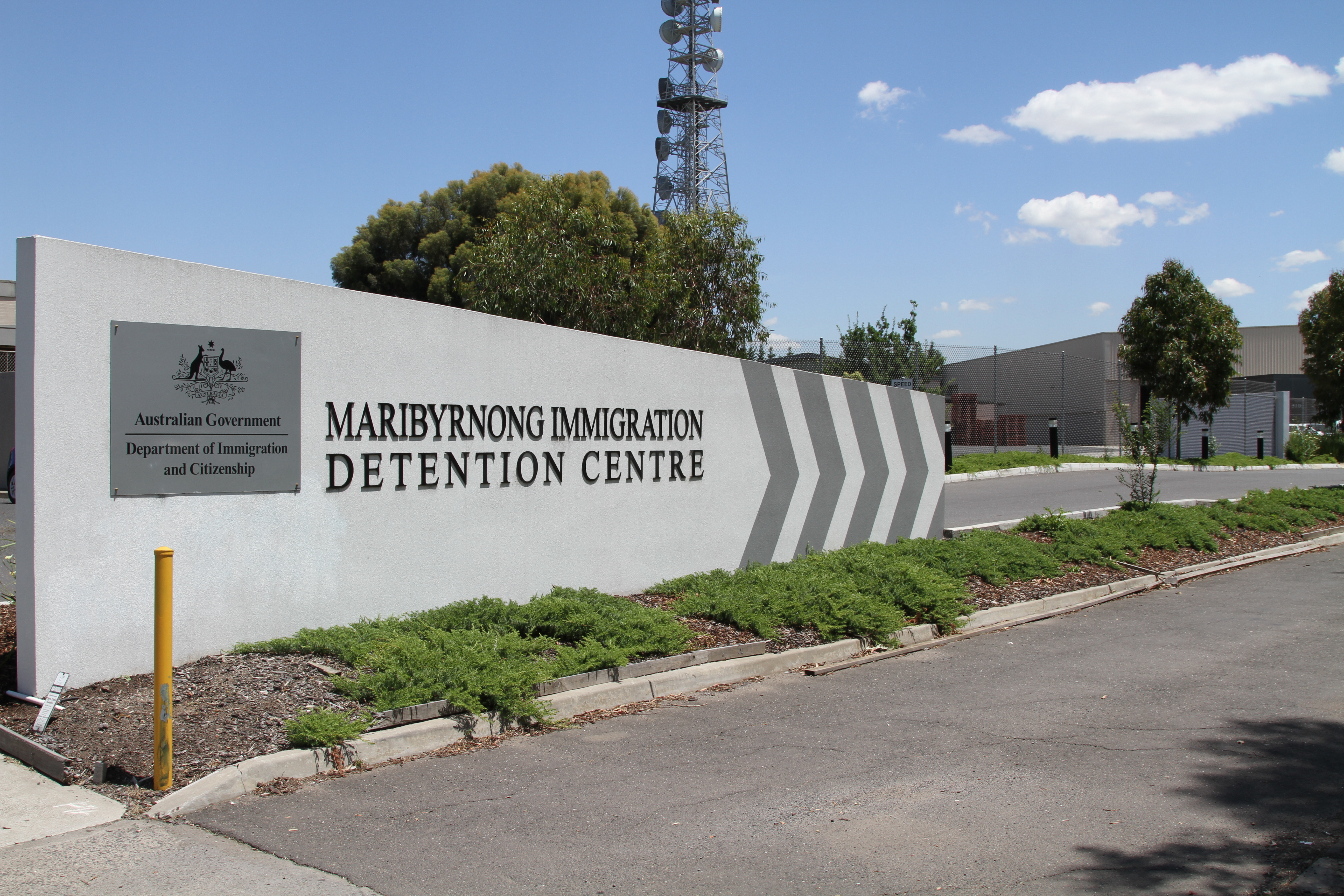
Hinweis zum Maribyrnong Immigration Detention Centre

Das Maribyrnong Immigration Detention Centre befindet sich in Maidstone, einem Vorort von Melbourne, der etwa acht Kilometer westlich vom Zentrum von Melbourne im australischen Bundesstaat Victoria liegt. In diesem Internierungslager werden Männer und Frauen in Einwanderungshaft festgehalten, vor allem die sogenannten Boatpeople.
In jüngster Zeit ist das Lager vor allem dadurch bekannt geworden, dass es dort überaus häufig zu gewaltsamen Auseinandersetzungen kommt. Im Zeitraum vom Juli 2014 bis August 2015 wurden 971 Fälle erfasst. Im Durchschnitt waren es in diesem Lager 19 Vorfälle pro Woche, damit belegt dieses Internierungslager unter allen Internierungslagern für Asylsuchende in Australien den ersten Platz.

## Historie
Die Maribyrnong Migrants Hostels waren ursprünglich Gebäude auf dem Gelände der ehemaligen Munitionsfabrik Maribyrnong, die von 1942 bis 1945 betrieben wurde. Diese Gebäude wurden in Fertigteilbauweise aus Wellblech oder Stahl hergestellt, die sich schnell aufstellen ließen. Es waren vor allem die sogenannten Nissen huts und auch Romney huts, die 1949 erstmals nach Australien kamen. In der Nachkriegszeit gab es mehrere Hostels im Raum von Melbourne, die auf ungenutzten Flächen von Fabriken errichtet wurden. In diesen Gebäuden sollte die zahlreichen Displaced Persons untergebracht werden, die nach Australien einwanderten. Zunächst waren es Briten und Europäer, die dort ankamen, anschließend auch Asiaten und Südafrikaner und später des Weiteren auch Ungarn, Chilenen und Vietnamesen, die vor politischer Verfolgung flüchteten.
Diese Gebäude wurden abgerissen und das Midway Hostel (1969) und das Phillip Centre (1971) gebaut. Diese Baulichkeiten sind seit 2008 in die Denkmalschutzliste von Victoria eingetragen. Die bauliche Anlage des Midway Hostel, die aus 25 doppelstöckigen Gebäuden mit metrischen Betonbauteilen erstellt wurde, ist in sechs Gruppen untergliedert. Des Weiteren gab es vier Wäschereigebäude, ein Schulgebäude zum Erlernen der englischen Sprache und ein Betreuungszentrum für Kinder. Das Phillip Centre wurde ebenso mit metrischen Betonbauteilen erstellt und besteht aus einem doppelten konzentrischen Ring von je 15 zweistöckigen Gebäuden, wobei zwischen den Häusern ein Laufgang existiert. An der Ringaußenseite waren Wascherei- und Trockenräume den Häusern zugeordnet.
Das heutige Lager entstand im Jahr 1983. Einige der Gebäude und das Phillip Centre sind seit dem Jahr 1989  zu einem Komplex eines Studentendorfes geworden, die die in Melbourne ansässige Victoria University, RMIT University und University of Melbourne nutzen. In den 1990er Jahren wurden im nördlichen Bereich des Internierungslagers Baulichkeiten für die Unterbringung von asylsuchenden Familien gebaut. 2002 kam es zu der hohen Umzäunung des Lagergeländes. Im Haushaltsjahr 2004/2005 wurden für Umbau- und Sanierungsmaßnahmen A$ 7 Millionen zur Verfügung gestellt.

## Verhältnisse im Lager
Das Lager wurde im Jahr 2016 in der Tageszeitung Sydney Morning Herald als Australiens harshest (deutsch: rauestes) Internierungslager für Boatpeople qualifiziert. In diesem Lager kam es im Zeitraum vom August 2014 bis Juli 2015 zu 951 Gewaltanwendungen. Dies geschah bei unterschiedlichen Anlässen und bei einer Belegung mit nicht mehr als 137 Insassen, in denen das Lagerpersonal zur Lösung von Problemen und Konflikten Gewalt anwendete. Es waren im Durchschnitt 19 Fälle je Woche, das höchste Niveau in den australischen Internierungslagern. Das Lager wird im Auftrag der australischen Regierung von der privaten Sicherheitsfirma G4S betrieben.
Der australische Immigrationsminister Peter Dutton gab Ende April 2016 bekannt, dass er das Internierungslager 2018 schließen werde, sofern die Belegungszahlen weiter sinken und sich Käufer mit angemessenen Preisangeboten für das Lager finden.
Das Maribyrnong Immigration Detention Centre war am 28. Februar 2017 bei einer Kapazität von 75 Personen mit 97 Asylsuchenden belegt, 91 Männer und 6 Frauen.